# Craigleith

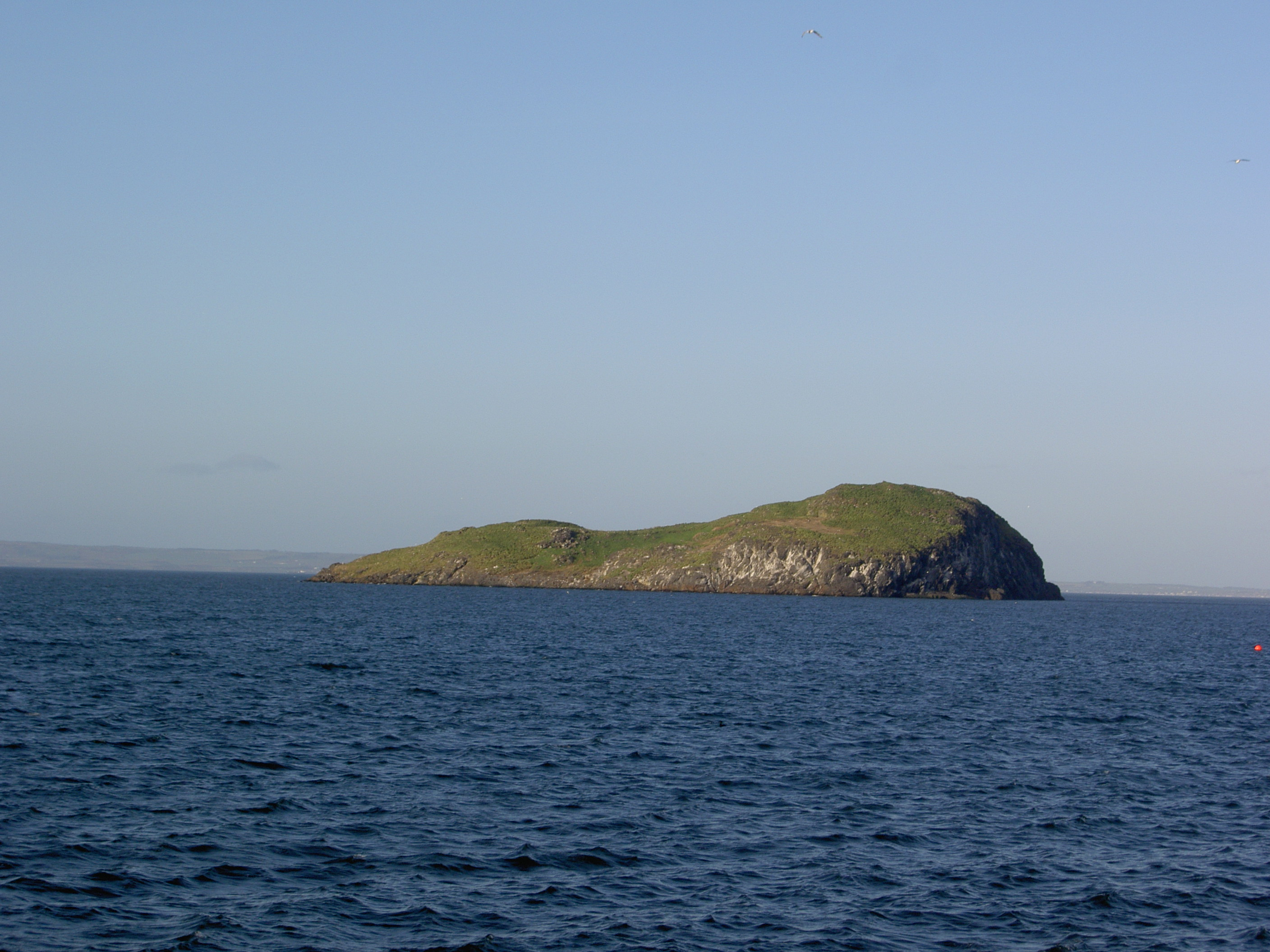
Craigleith des del port de North Berwick

Craigleith és una xicoteta illa deshabitada al Firth of Forth, als afores de North Berwick en East Lothian, Escòcia. El seu nom Creag liath prové del gaèlic escocès i significa "roca de Leith". El seu punt més elevat s'eleva fins als 24 msnm.

## Geografia i geologia
Craigleith forma part d'una cadena de quatre illes prop de North Berwick, juntament amb Bass Rock, Fidra i Lamb. D'aquestes, és la més propera al port de la ciutat. Com d'altres illes properes, Craigleith és una colònia d'ocells. Els bussejadors sovint exploren la zona al voltant de l'illa.
Craigleith és un lacòlit, un dom de lava, prova de d'evidències de l'antiga activitat volcànica a la zona. Està formada per essexita, que és popular per fer pedres de cúrling.